# Czerkiesy (województwo podlaskie)
Czerkiesy – kolonia w Polsce położona w województwie podlaskim, w powiecie augustowskim, w gminie Augustów.
W latach 1975–1998 miejscowość należała administracyjnie do województwa suwalskiego.
Razem z miejscowością Rutki Nowe tworzy sołectwo Rutki Nowe.